# Schloss Seefeld

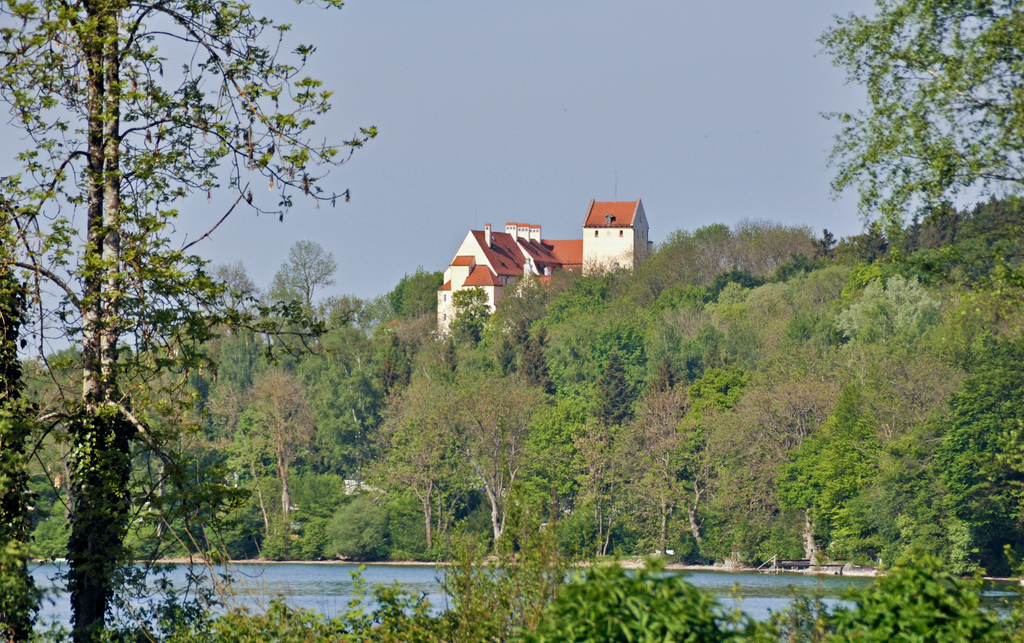
Schloss Seefeld nabij de Pilsensee

Schloss Seefeld is een slot van de graven Toerring in de plaats Seefeld nabij de Pilsensee in de Duitse deelstaat Beieren.

## Geschiedenis
In de 12e en 13e eeuw was Seefeld in Opper-Beieren de zetel van edelen die in de hele omgeving land bezaten. De kern van de bergfried dateert uit de 13e eeuw. Het kasteel zelf werd voor het eerst vermeld in 1302 als "Feste Schloßberg". Het kwam in het midden van de 15e eeuw in het bezit van de graven van Toerring-Jettenbach. In 1601 werd in Seefeld een brouwerij gebouwd.
Het kasteel kreeg zijn huidige barokke vorm in de 18e eeuw. Rond 1739 ontving de slotkapel ook veel van zijn huidige interieur. Na 1766 kreeg het kasteel een uitbreiding aan de oostkant. De zuidwestelijke vleugel van het hoger gelegen slot werd in 1897 gebouwd door Gabriel von Seidl op de plaats van de oranjerie. Laatste nieuwe gebouwen werden opgetrokken in de jaren 1947/48. De huidige eigenaar, Hans Caspar Graf zu Törring-Jettenbach, heeft het geheel de afgelopen decennia volledig gerenoveerd. Culturele instellingen in Schloss Seefeld zijn de bioscoop Breitwandkino en de zaal van de voormalige mouterij (het Sudhaus), die wordt gebruikt voor verschillende culturele evenementen.

## Brouwerij
Het biermerk Graf Toerring bestaat nog wel, maar het bier dat vroeger uit Seefeld kwam wordt tegenwoordig in de brouwerij Gräfliches Hofbrauhaus Freising gebrouwen.